# Кладбище Сент-Женевьев-де-Буа
Кладбище Сент-Женевье́в-де-Буа́ (фр. Cimetière communal de Sainte-Geneviève-des-Bois) находится по адресу улица Лео-Лагранж (rue Léo Lagrange) во французском городе Сент-Женевьев-де-Буа парижского региона.

## Описание и значение
Кладбище является преимущественно православным, хотя там есть и могилы представителей других конфессий. Своим существованием оно обязано Русскому старческому дому, основанному в апреле 1927 года княгиней В. К. Мещерской. Пансионеров Русского дома, а затем и парижан-русских начали регулярно хоронить здесь с 1927 года; к 1939 году существовало около 50 могил, к 1952 — около 2000. Среди эмигрантов, похороненных на кладбище, значатся многие русские: военные, представители духовенства, писатели, художники, артисты — всего около 6000 могил, что даёт основание называть всё кладбище «русским».
Для многих русских оно является местом паломничества.
Начиная с 1960 года местные власти систематически ставили вопрос о сносе кладбища, мотивируя это тем, что земля нужна для удовлетворения общественных нужд. По нормам французского законодательства, любое погребение сохраняется лишь до истечения срока аренды земли. По захоронениям русских этот срок истекал в 2008 году, пока в ситуацию не вмешалось правительство России и не выделило 692 тысячи евро на содержание и погашение задолженности перед Францией за аренду 648 кладбищенских участков.
В июле 2016 года Дмитрий Медведев подписал распоряжение Правительства Российской Федерации о дополнении перечня находящихся за рубежом мест погребения, имеющих для России историко-мемориальное значение, включив в него русский сектор городского кладбища в Сент-Женевьев-де-Буа
При кладбище функционирует русский Попечительский комитет.

## Успенская церковь
На кладбище стоит православная церковь Успения Божьей Матери, заложенная в апреле 1938 года и освящённая 14 октября 1939 года, через полтора месяца после начала Второй мировой войны. Успенская церковь построена по проекту А. А. Бенуа в стиле псковской архитектурной школы XV—XVI веков. Архитектор Бенуа и его жена Маргарита выполнили также церковные фрески. Сам Альберт Бенуа также похоронен на этом кладбище.
Церковь Успения Божьей Матери находится в юрисдикции Архиепископии западноевропейских приходов русской традиции Русской православной церкви.

## Воинские захоронения участников Белого движения

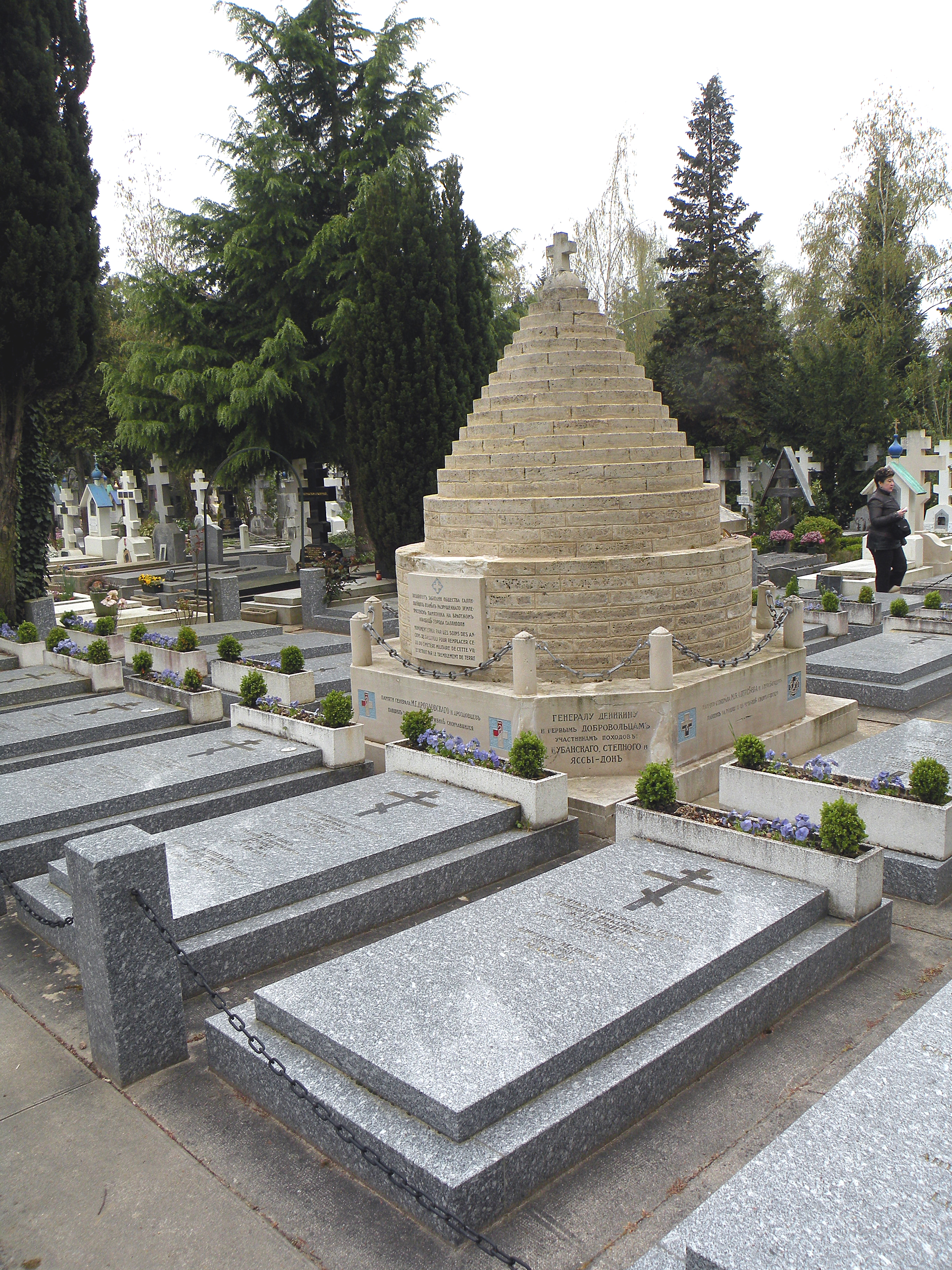
Памятник участникам Белого движения

На кладбище имеются специальные участки с русскими воинскими захоронениями (CM — Carrés militaires):
- Дроздовцы — СМ1;
- Иностранный легион — СМ2;
- Галлиполийцы — СМ3;
- Алексеевцы — СМ4;
- Кадеты русского зарубежья — СМ5;
- Донские казаки — СМ6.

Расположенный на территории кладбища памятник участникам Белого движения воздвигнут заботами общества галлиполийцев и воспроизводит по форме каменный курган, сооружённый в 1921 году в греческом, в то время, городе Галлиполи (ныне Гелиболу, Турция) солдатами и офицерами 1 армейского корпуса Русской армии под командованием генерала А. П. Кутепова во время так называемого «галлиполийского сидения».
В 1949 году памятник в Гелиболу был сильно повреждён землетрясением и после этого разобран. В 1958 году в Париже Обществом Галлиполийцев была создана специальная комиссия, по сооружению на галлиполийском участке русского кладбища Сент-Женевьев-де-Буа копии разрушенного в Турции мемориала. В 1961 году памятник был построен и торжественно освящен. В самой же Турции, в городе Гелиболу в 2008 году силами российских Центра национальной славы и Фонда Андрея Первозванного, памятник был восстановлен, а в 2011 г. взят на попечение Правительства Российской Федерации в лице Россотрудничества.

## Известные лица, погребённые на кладбище
См. Похороненные на кладбище Сент-Женевьев-де-Буа

## Фотогалерея

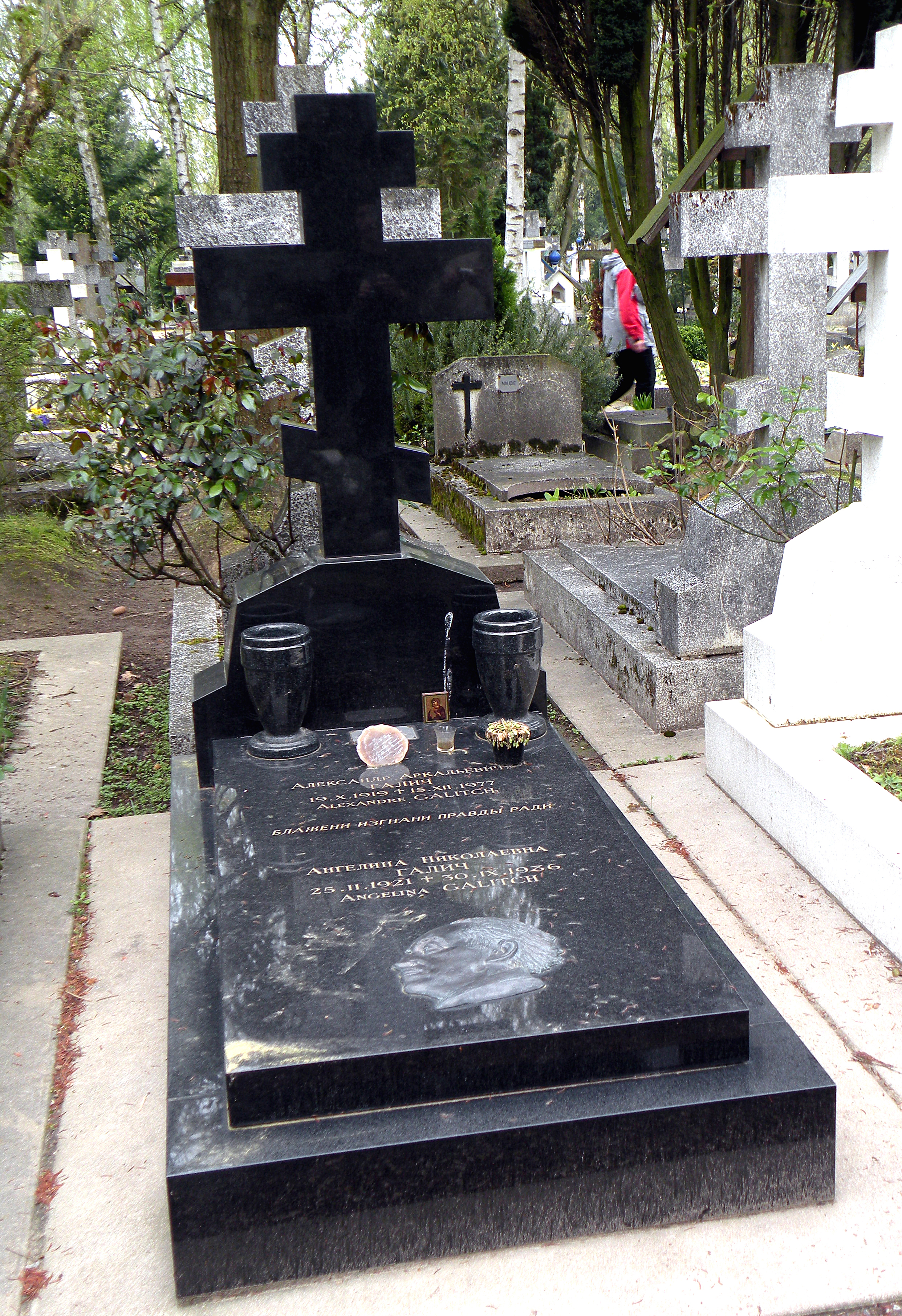
Могила Александра Галича
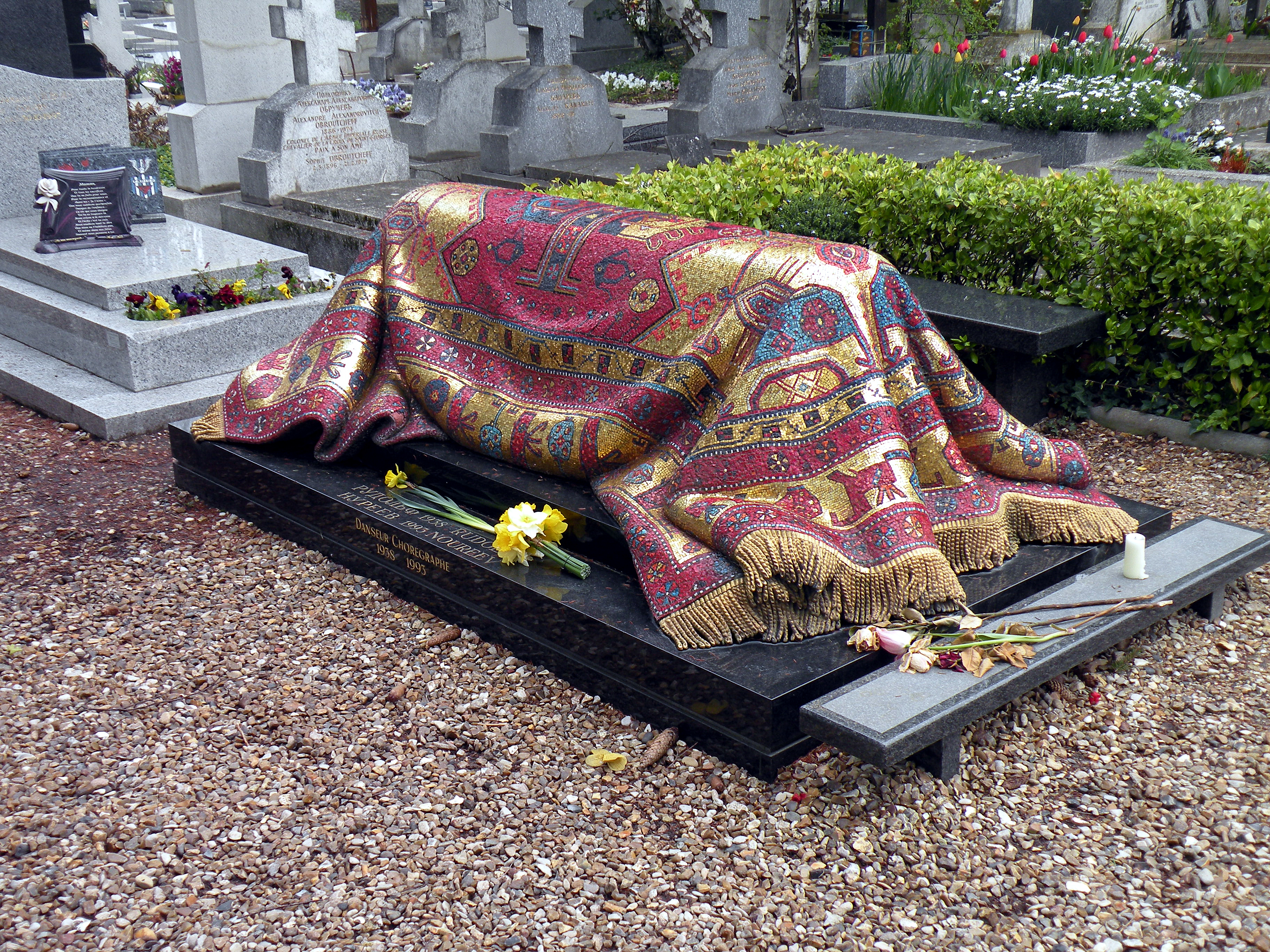
Могила Нуреева
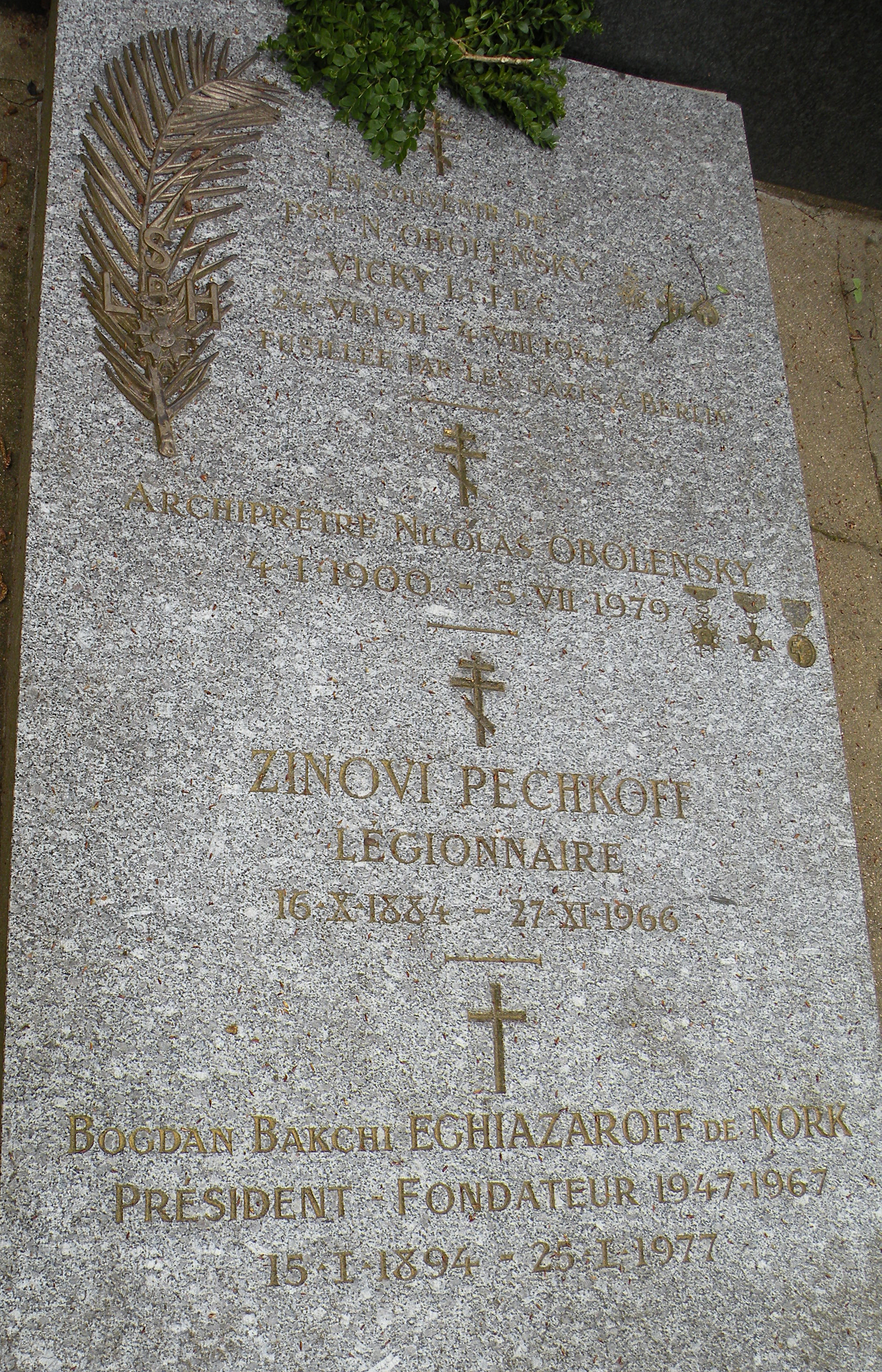
Памятник кавалерам ордена Почётного легиона
Могила Андрея Тарковского и его жены Ларисы
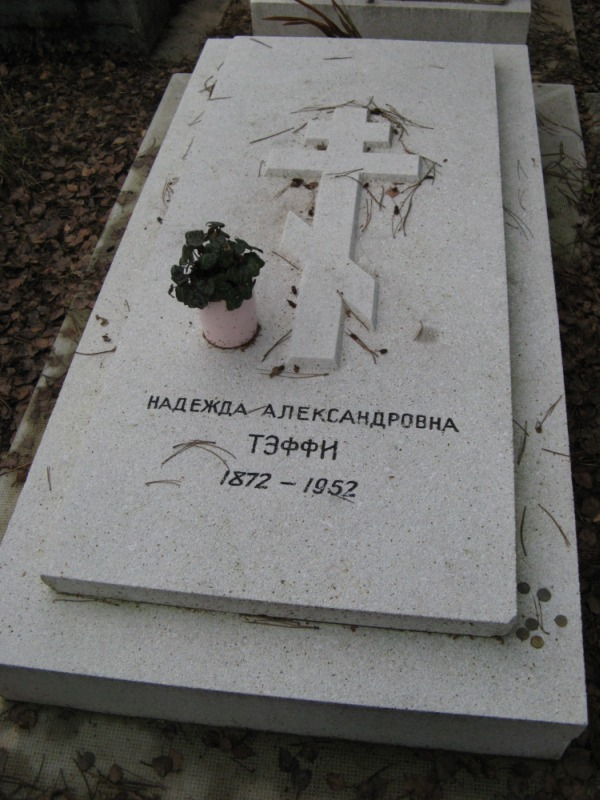
Надгробная плита на могиле Тэффи
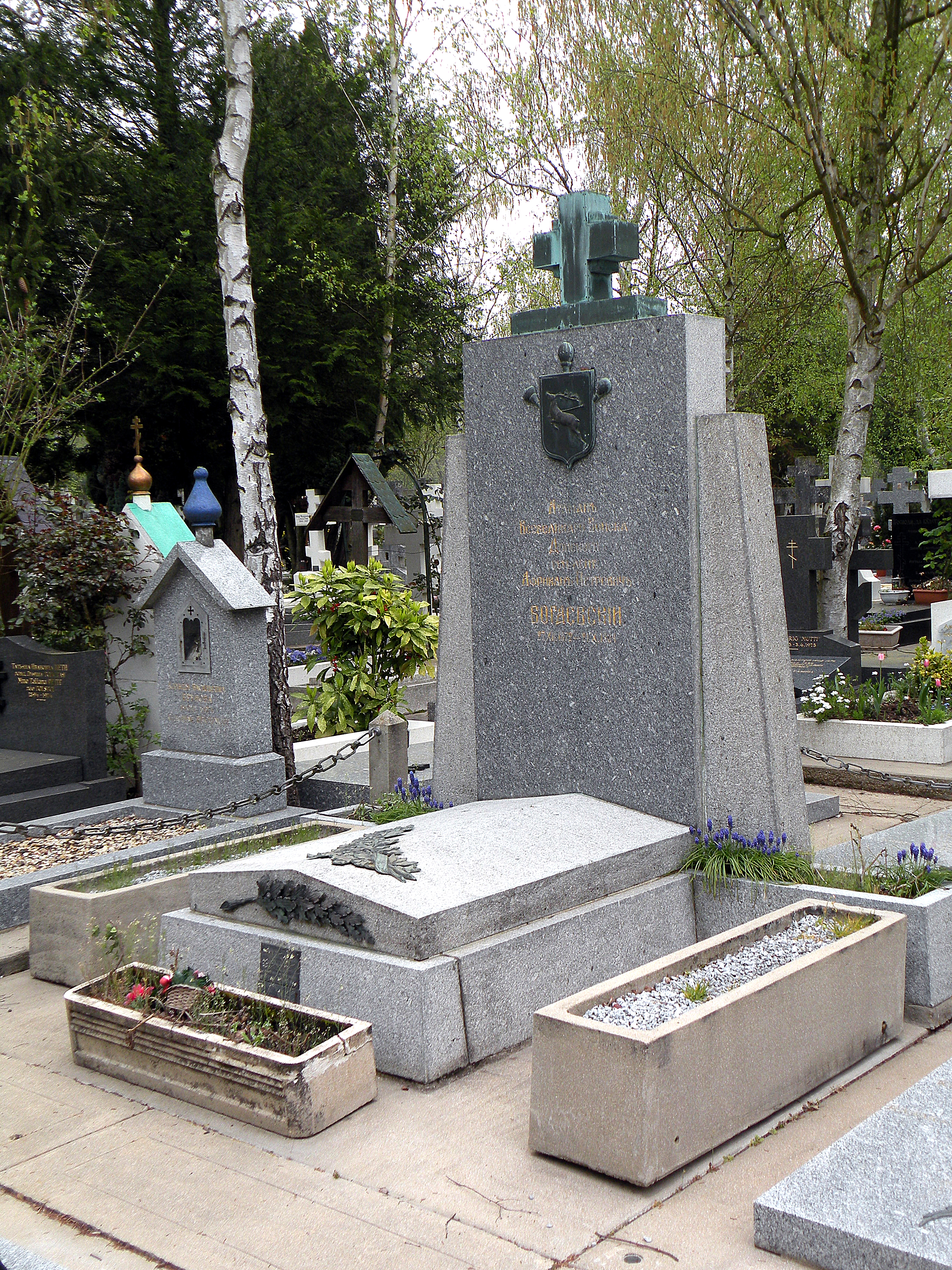
Атаману Богаевскому
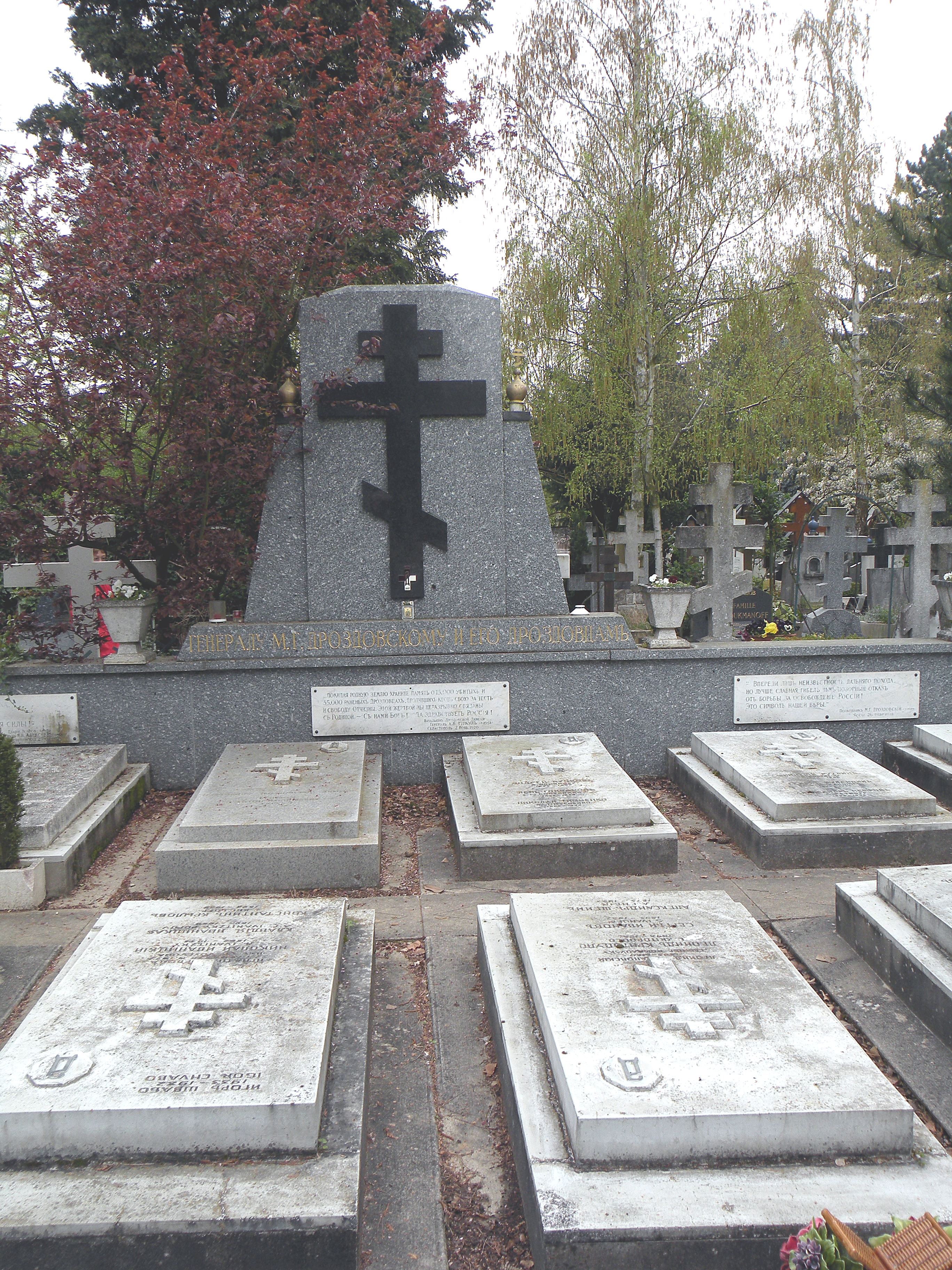
Генералу Дроздовскому и его Дроздовцам
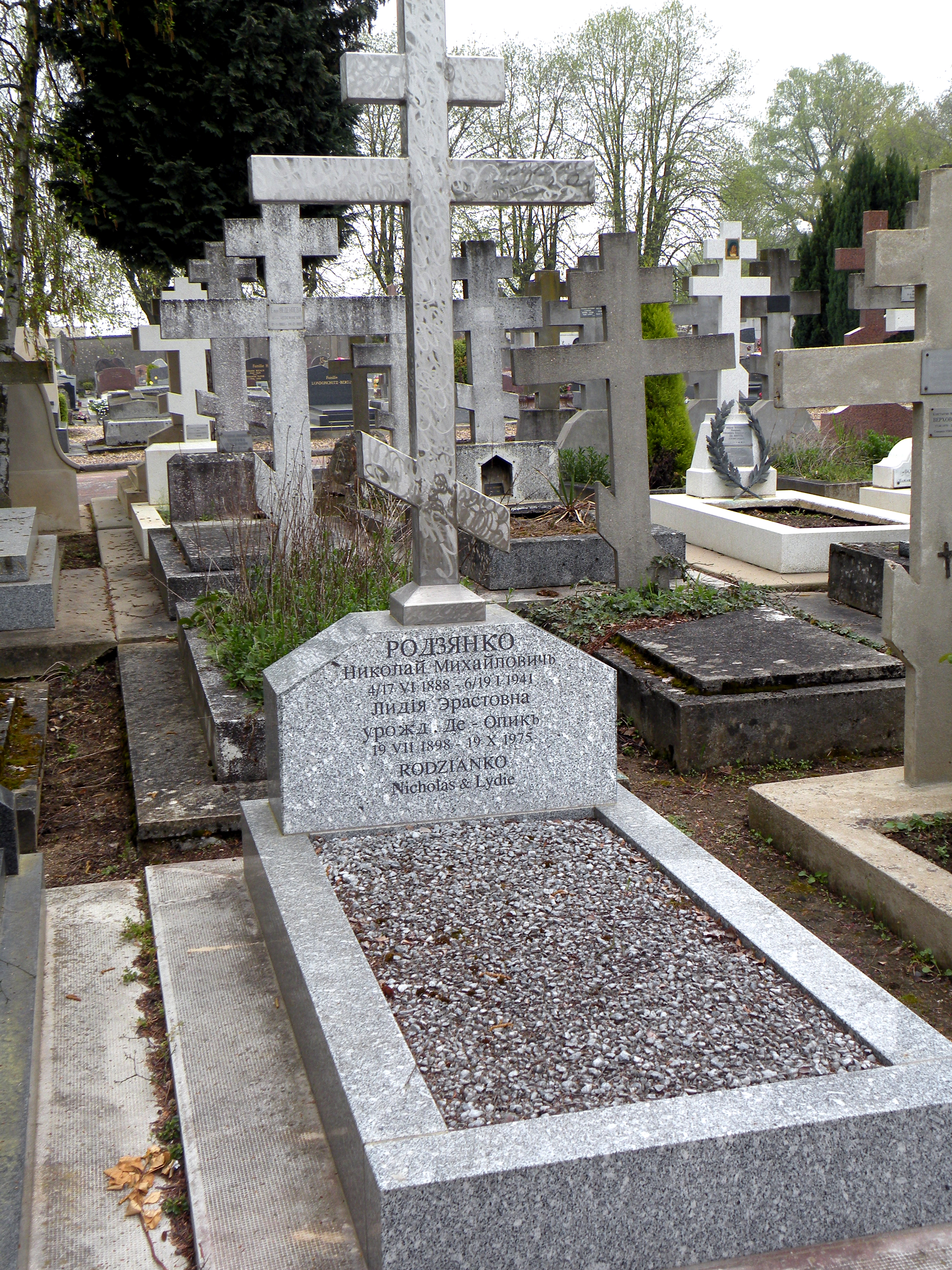
Родзянко Н. М. и его супруге
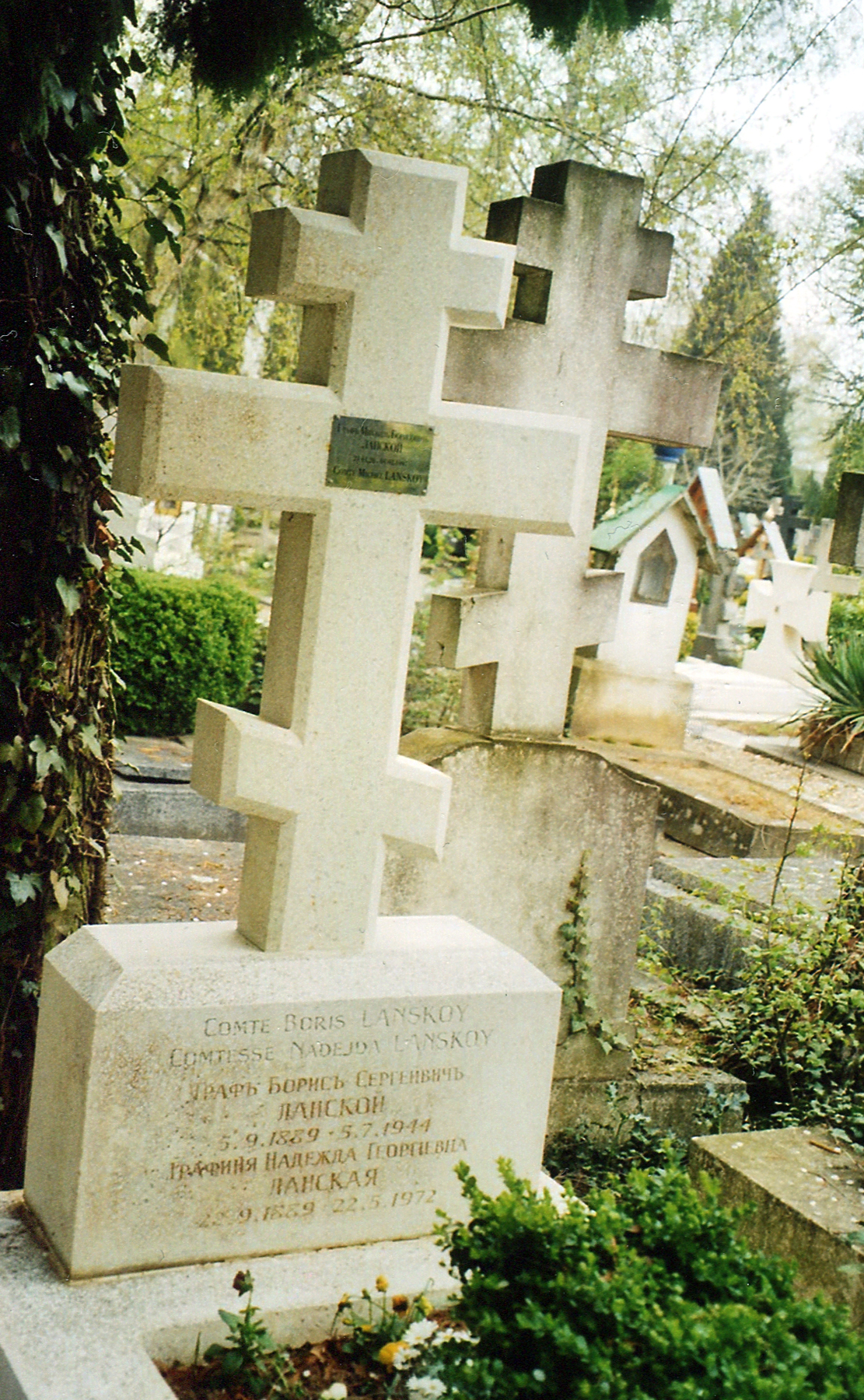
Графу и графине Ланским
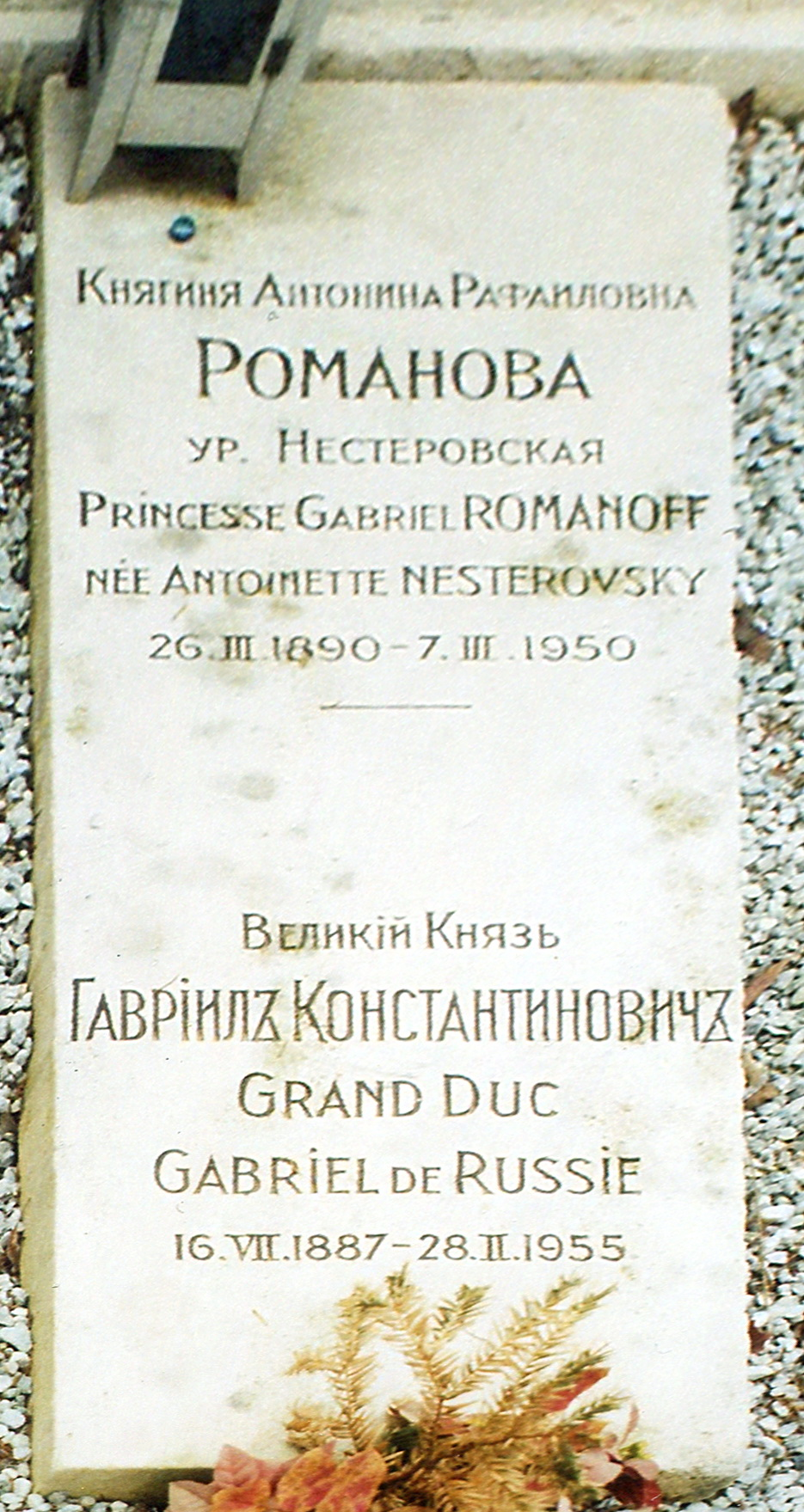
Великому Князю Гавриилу Константиновичу
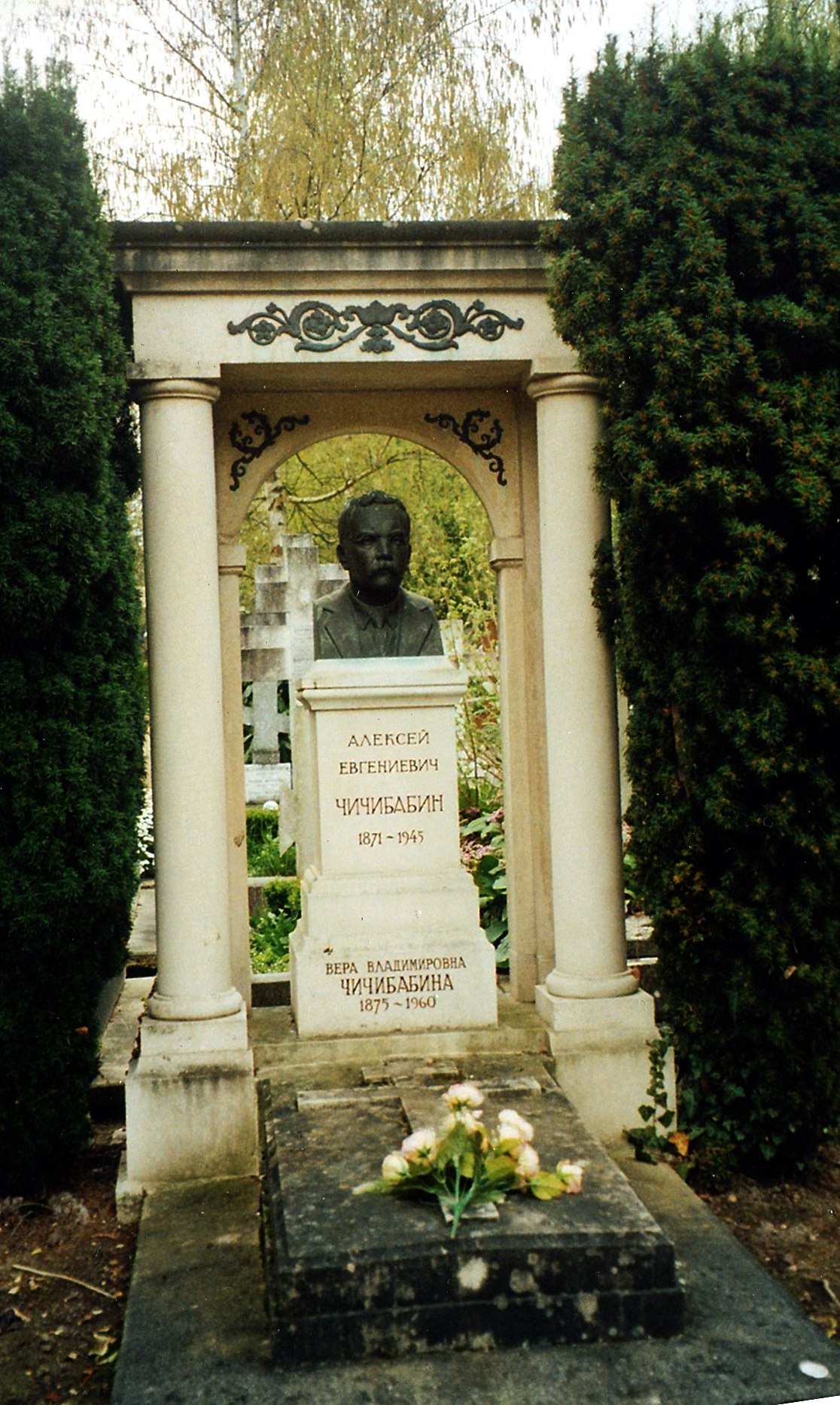
Чичибабину А. Е. и его супруге
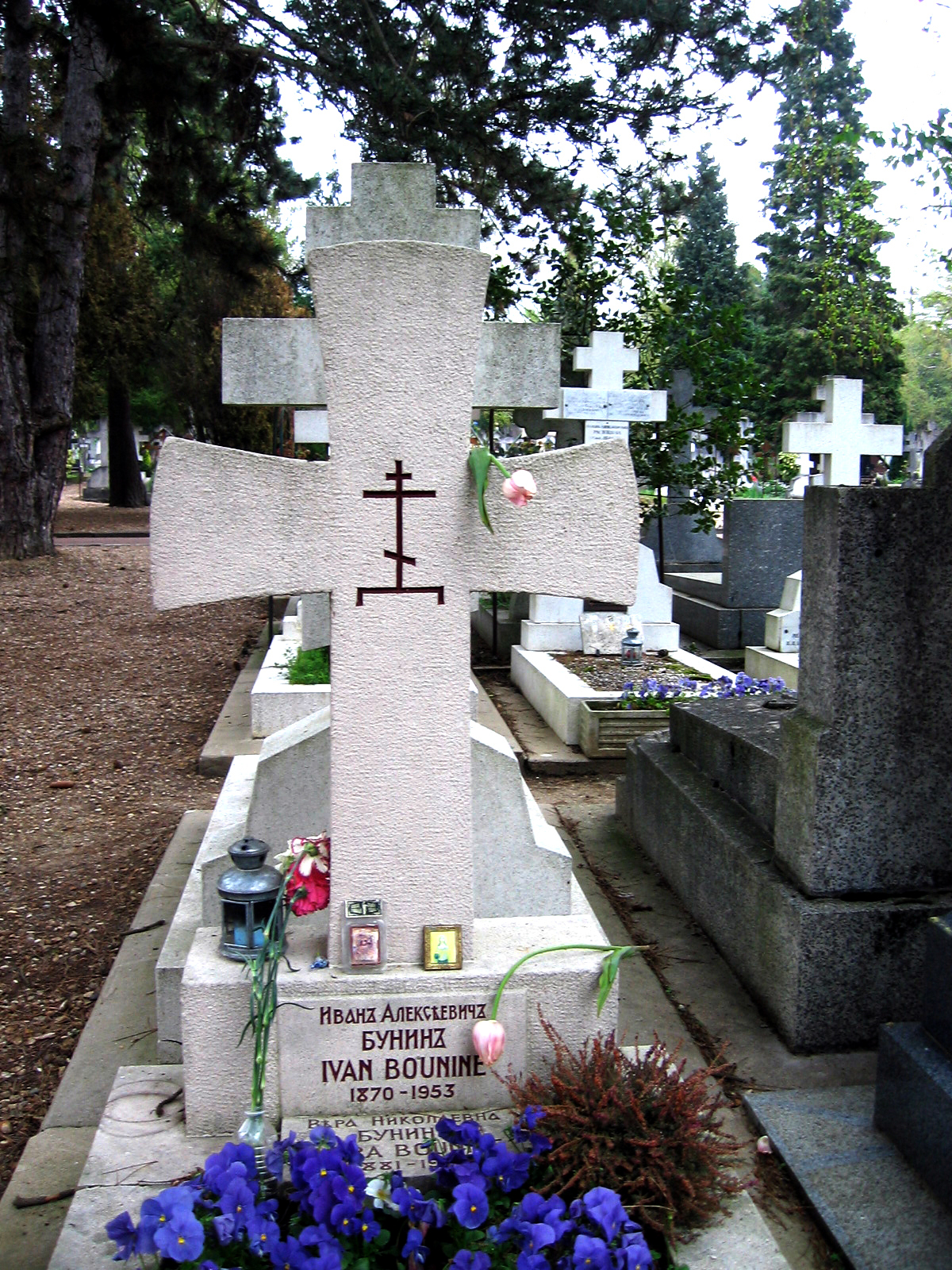
Ивану Бунину и его супруге Вере Муромцевой-Буниной
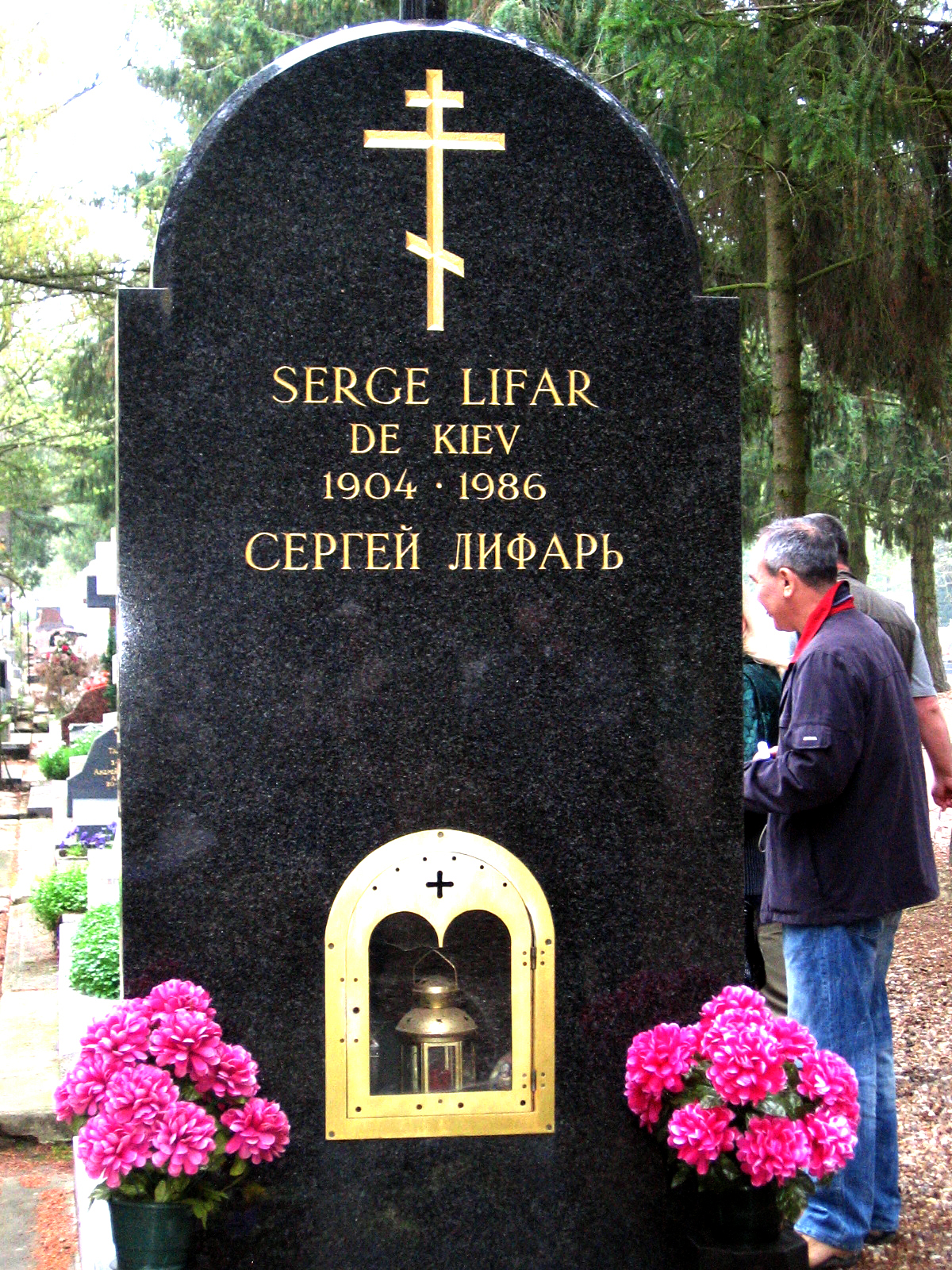
Сергею Лифарю
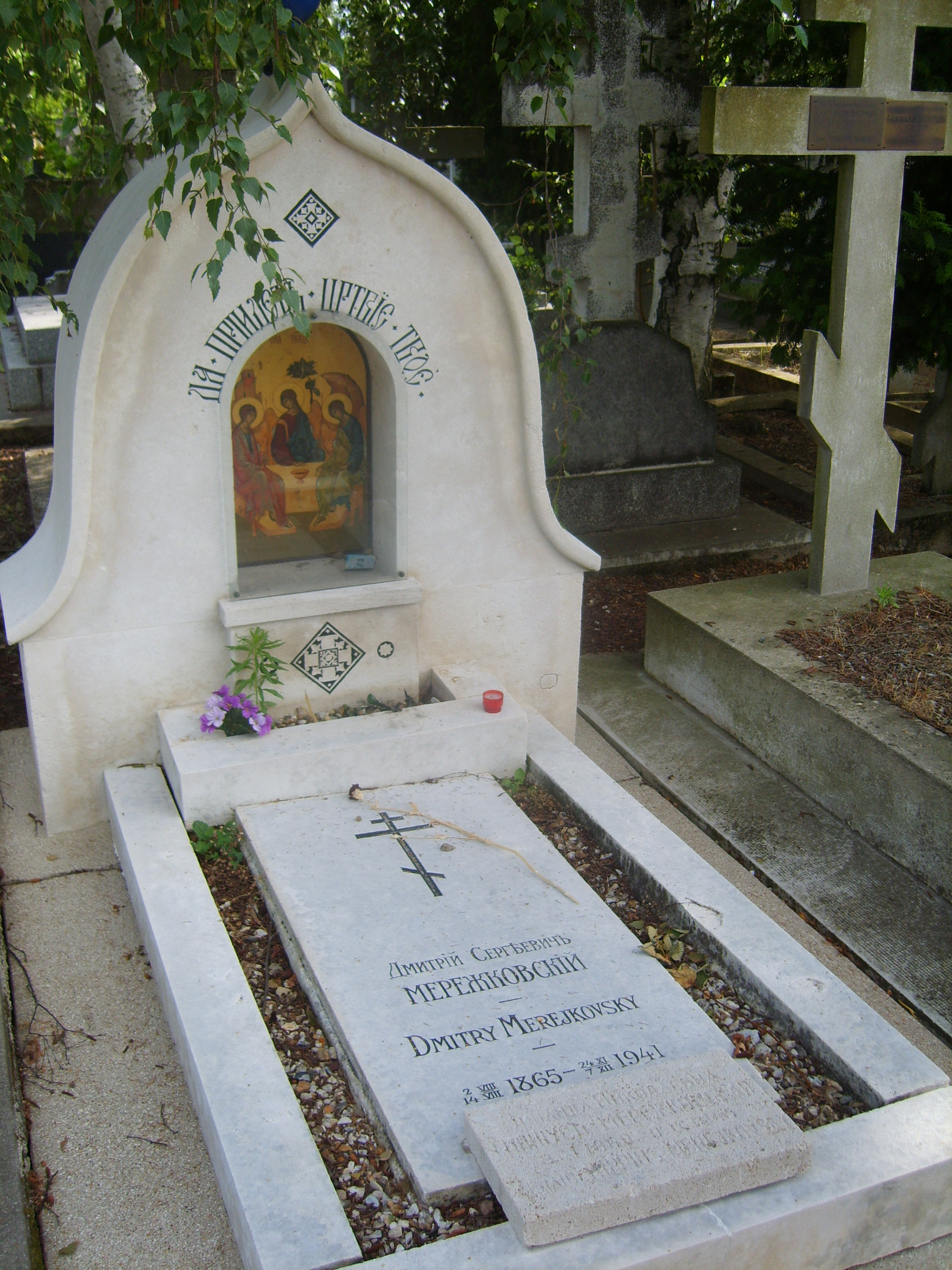
Дмитрию Мережковскому и Зинаиде Гиппиус
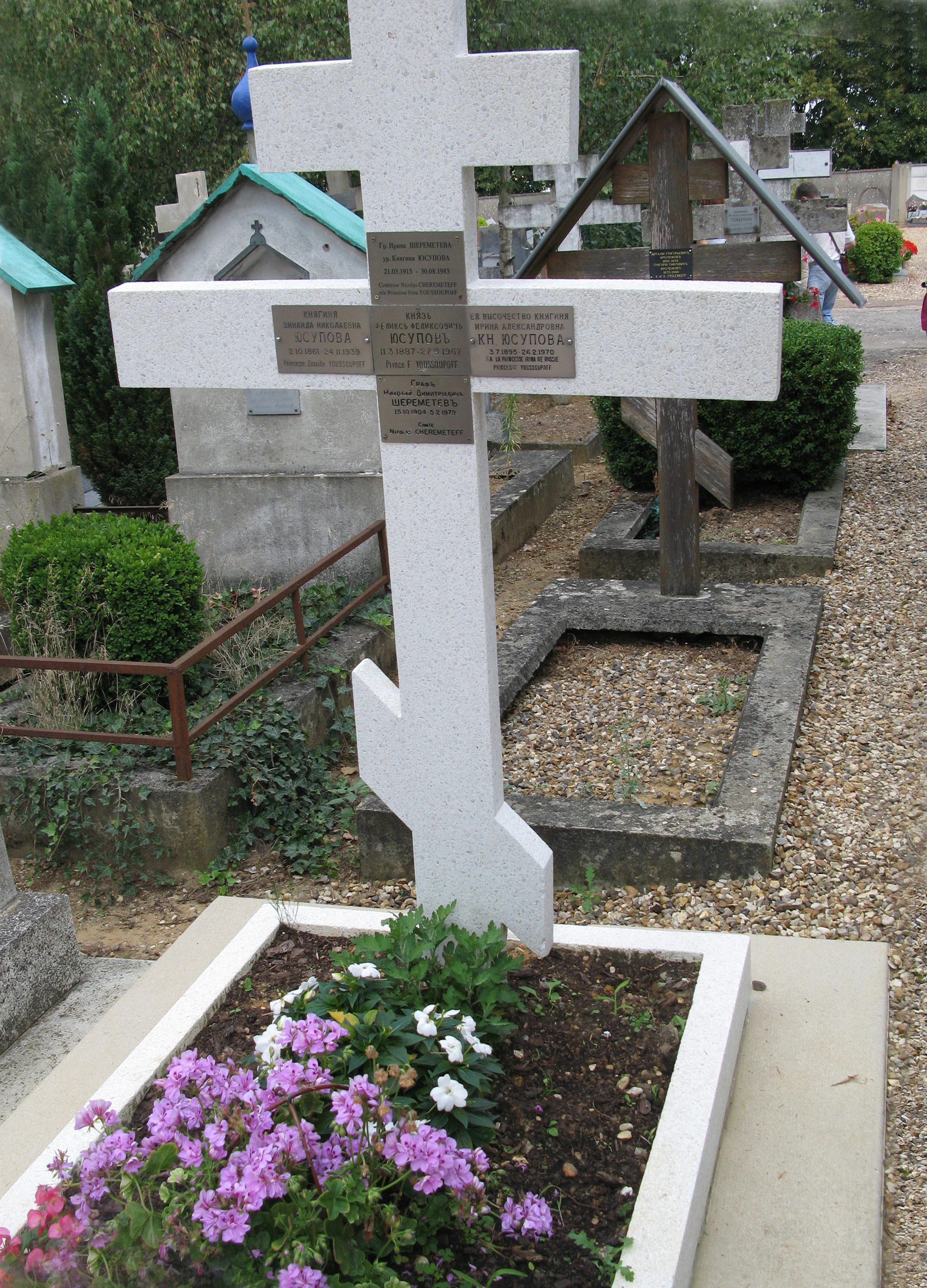
Надгробие Юсуповых
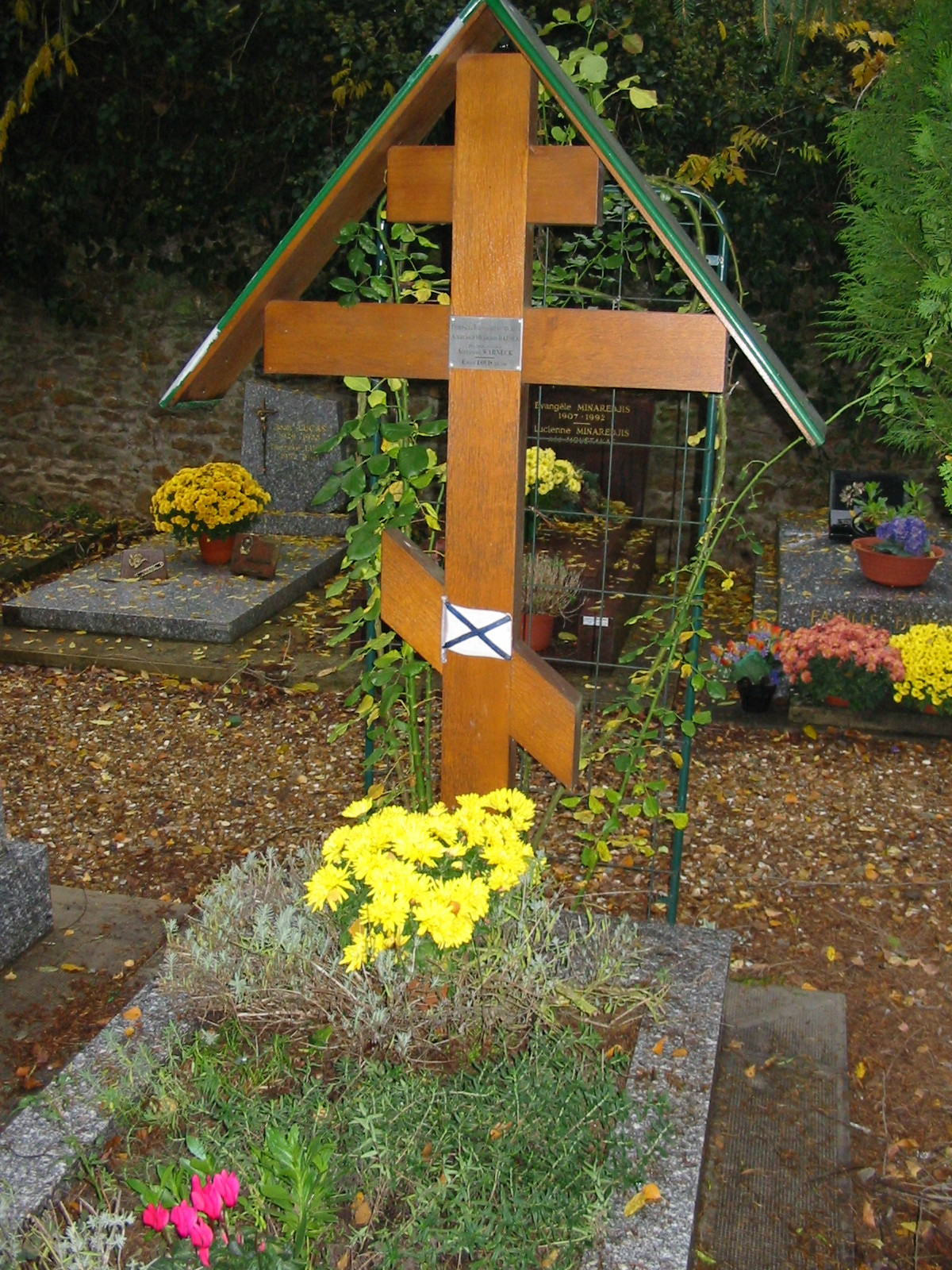
Гидрографу Александру Варнеку
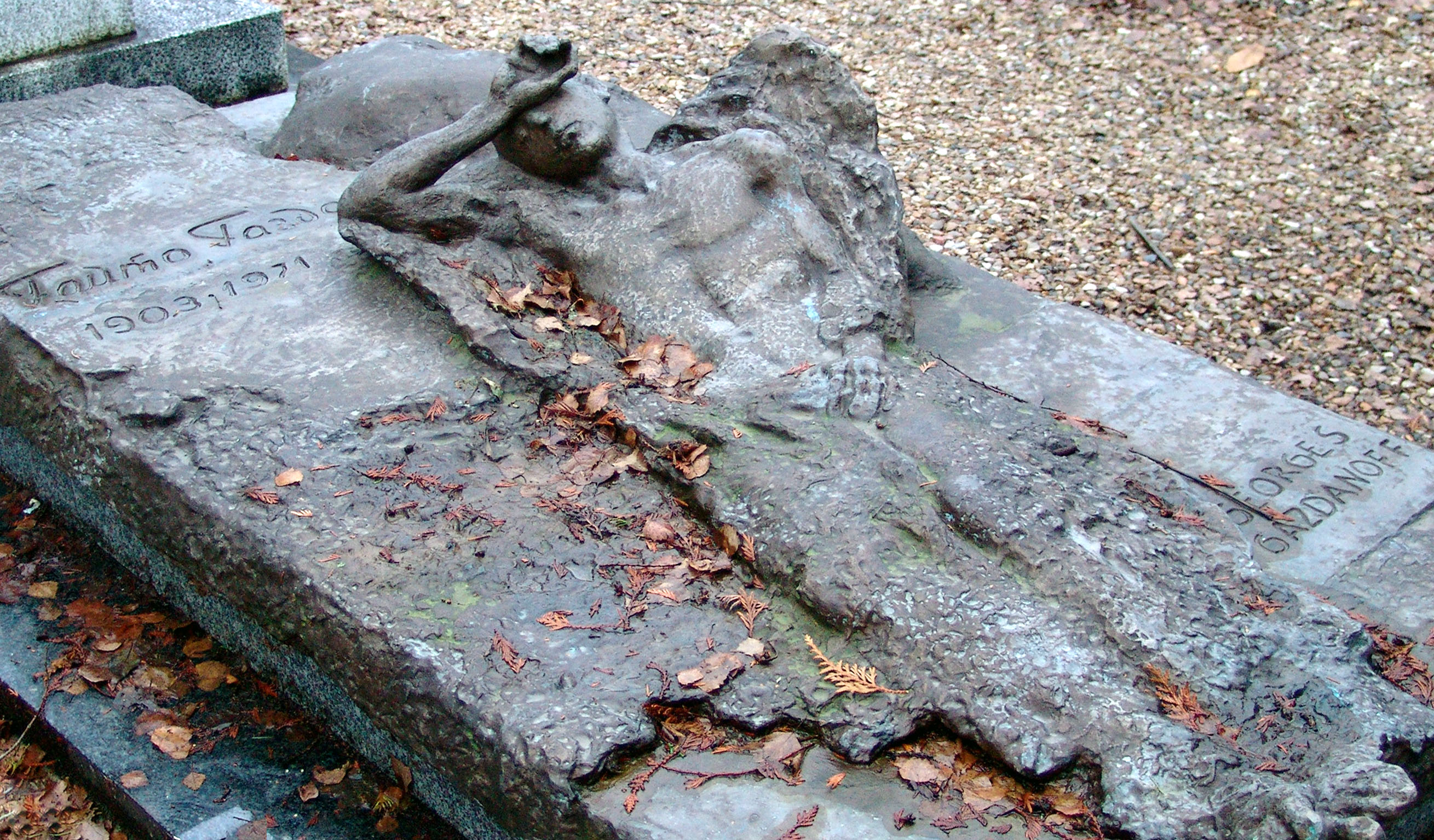
Надгробие Газданова
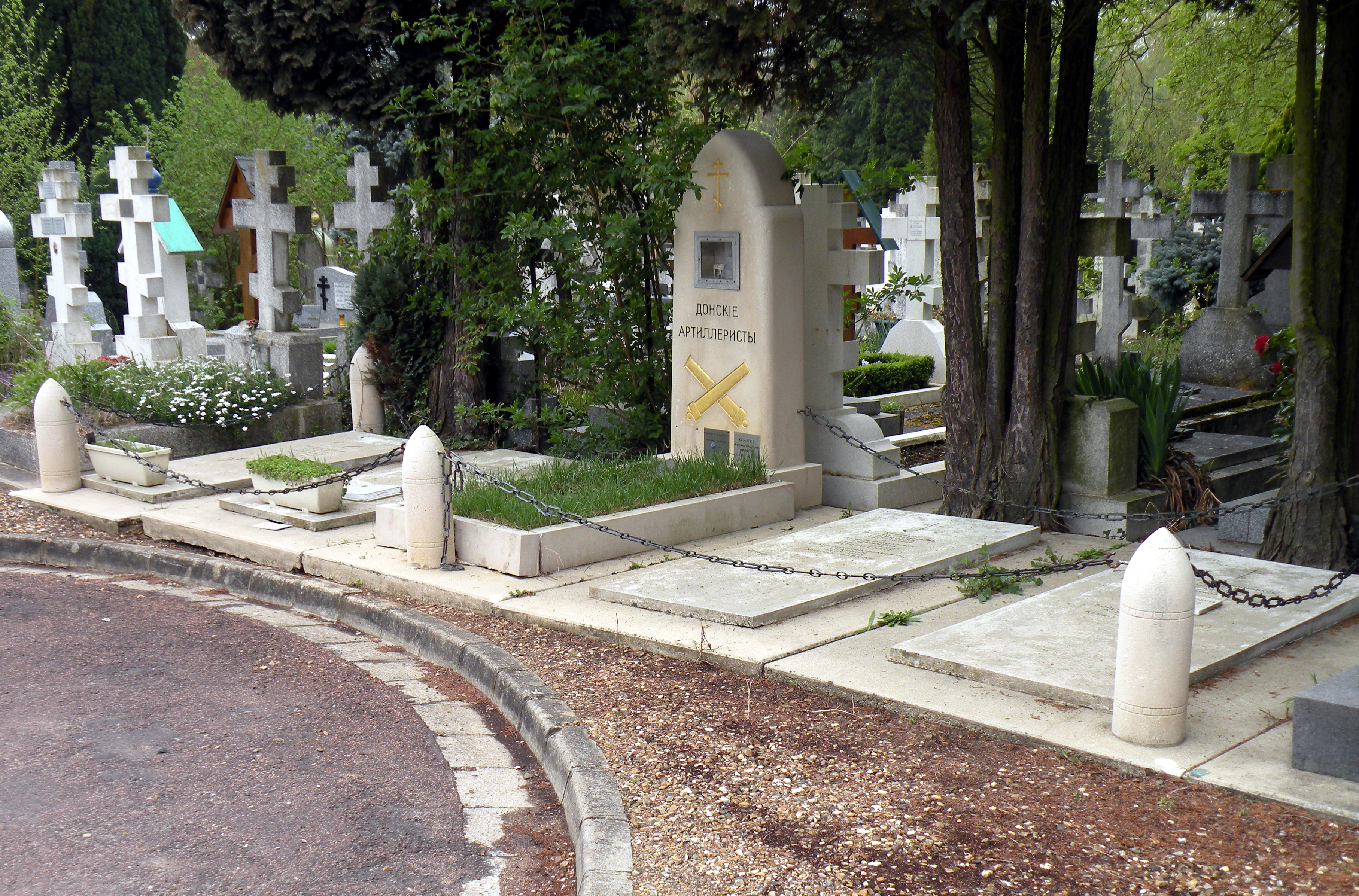
Донским артиллеристам
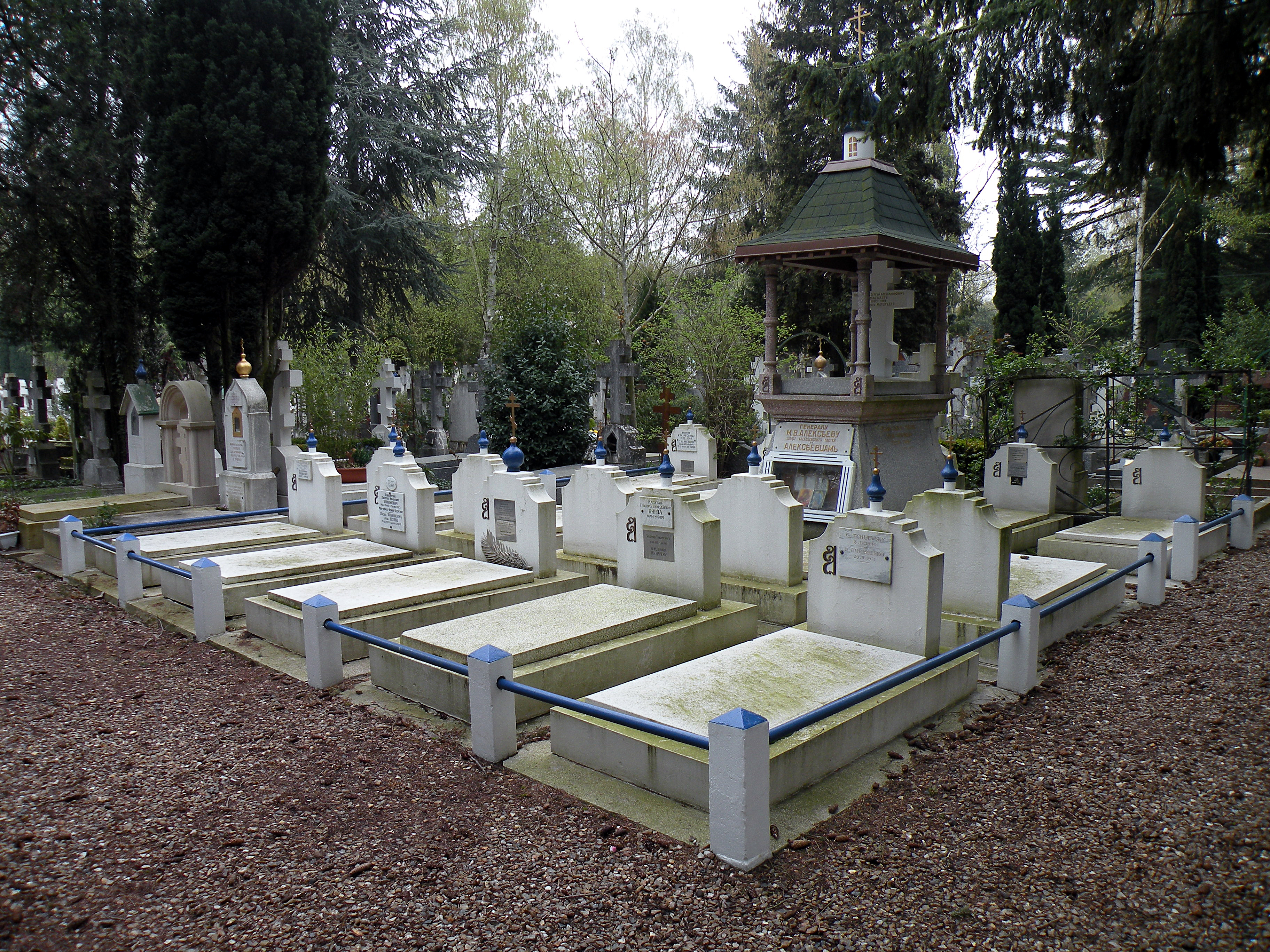
Генералу Алексееву и алексеевцам
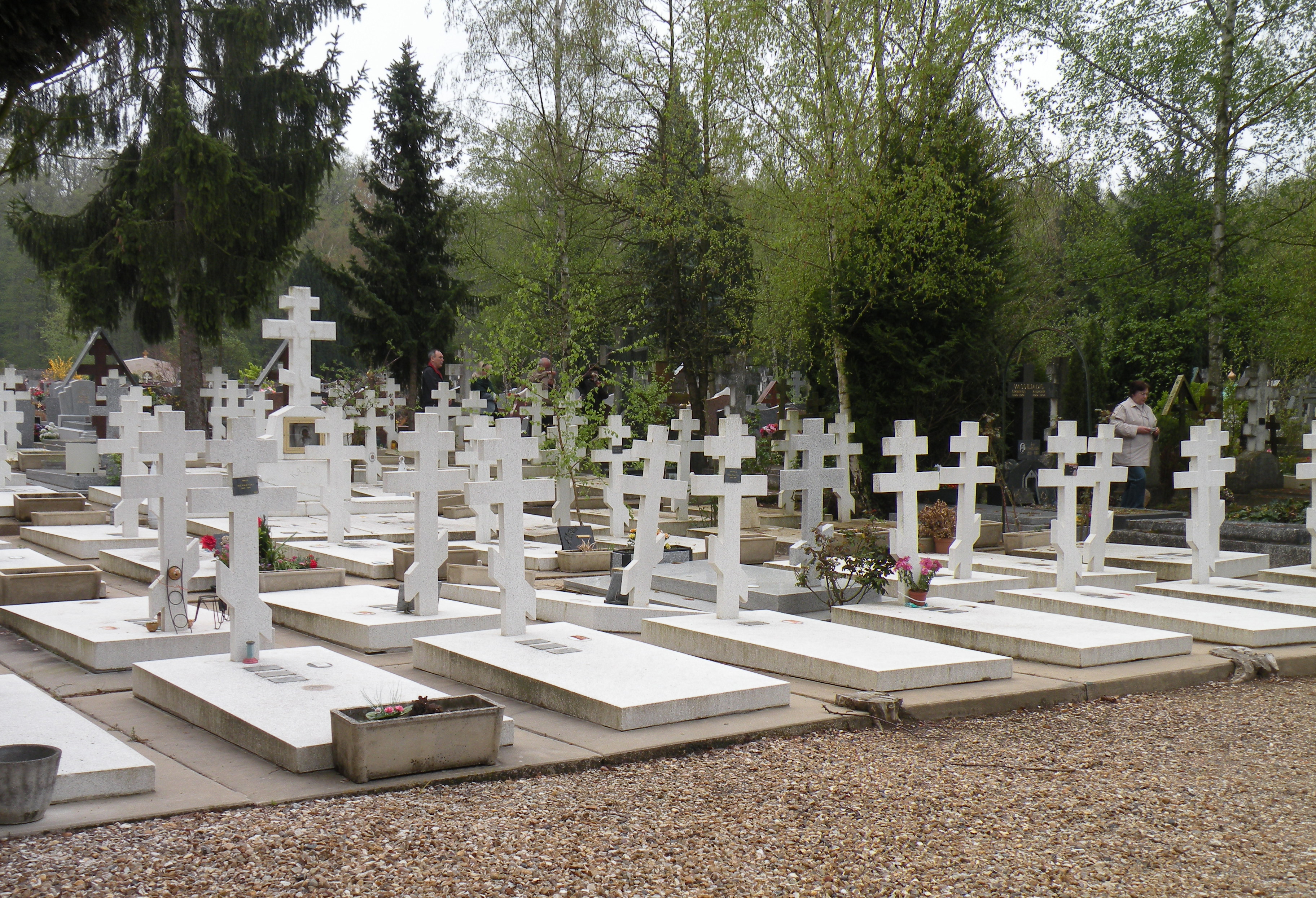
Кадетам
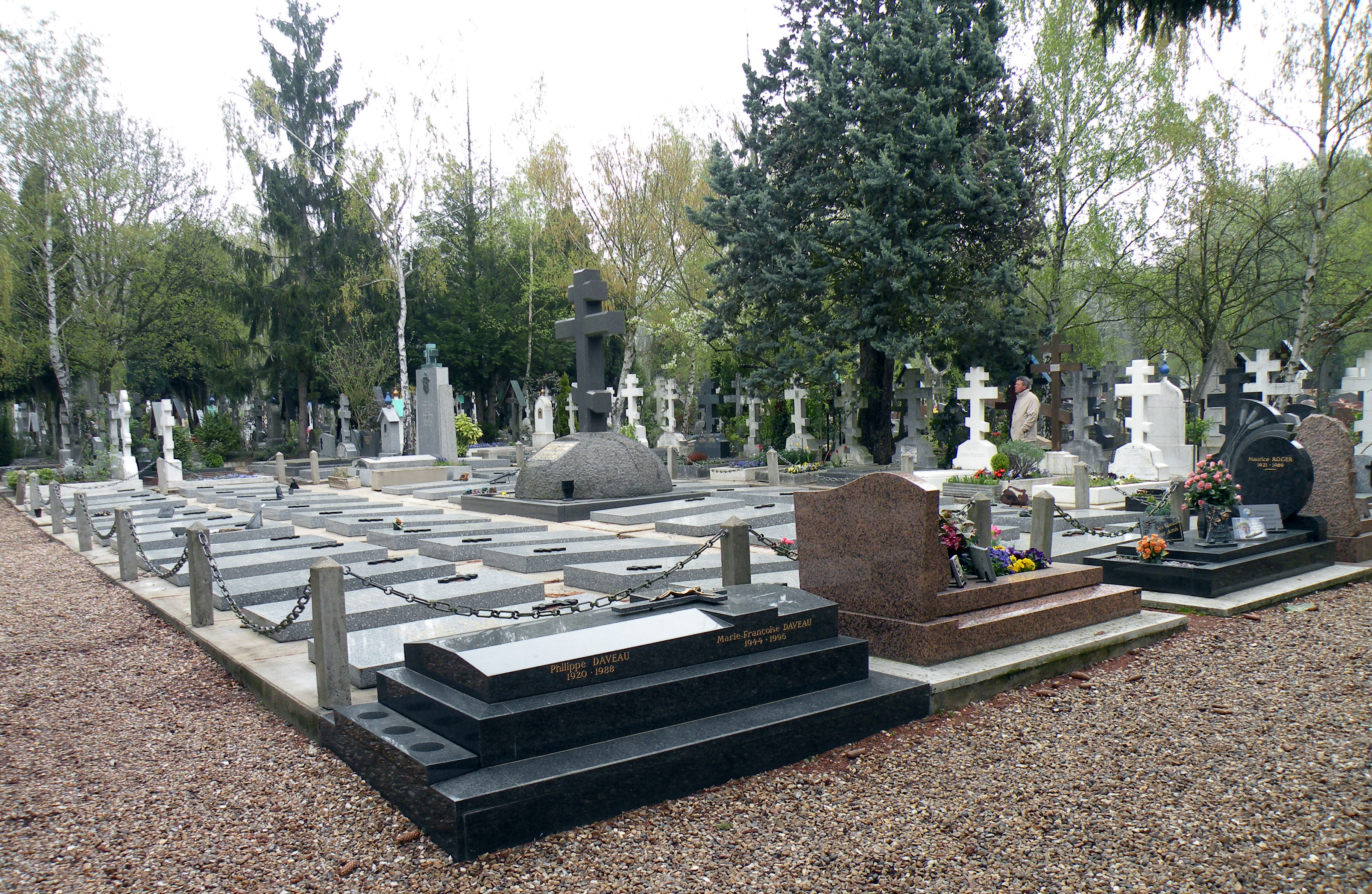
Казакам
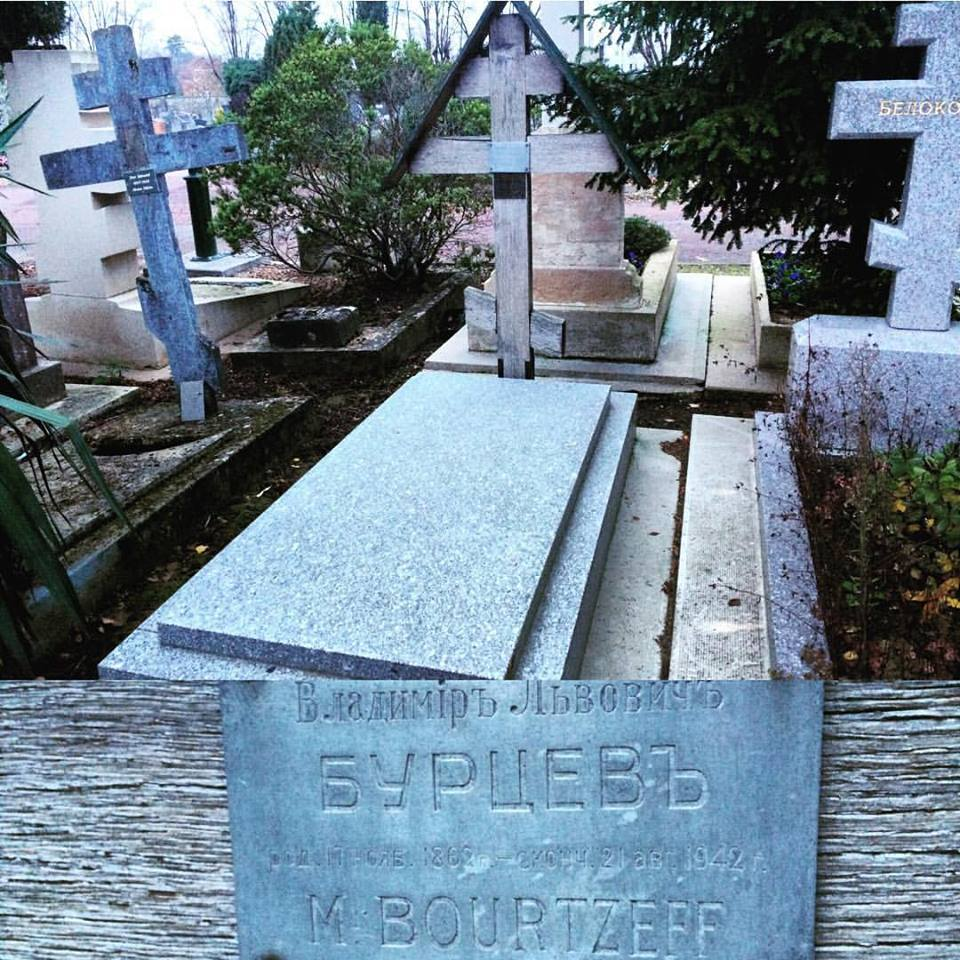
Бурцев, Владимир Львович

## В культуре
- Кладбищу посвящено стихотворение «Кладбище под Парижем» Роберта Рождественского[11], написанное в 1970-х годах.
- Песня «На кладбище Сен-Женевьев де Буа» Александра Городницкого.
- Песня «Сен-Женевьев» Сергея Трофимова.